# Tafiti
Tafiti er en animeret søgemaskine udviklet af Microsoft.
Navnet Tafiti stammer fra swahili og betyder at udføre videnskabelig undersøgelse.
Søgemaskinen er opbygget på silverlight-teknologien og vil være i stand til at søge på hjemmesider, bøger, blogs, RSS-feeds og nyheder som bliver indekseret.

## Ekstern henvisning
Tafitis hjemmeside Arkiveret 19. december 2009 hos  Wayback Machine
| Internet | Spire Denne internet-relaterede artikel er en spire som bør udbygges. Du er velkommen til at hjælpe Wikipedia ved at udvide den. |